# Liga mistrů AFC 2012
Ročník 2012 Ligy mistrů AFC (anglicky AFC Champions League) byl 31. ročníkem klubové soutěže pro nejlepší asijské fotbalové týmy. Vítězem se stal tým Ulsan Hyundai FC, který tak postoupil na Mistrovství světa ve fotbale klubů 2012.

## Kvalifikace
Hrána jednozápasovým systémem od 10. do 18. února.

### Západní Asie
| Tým #1              | Výsledek   | Tým #2           |
| První fáze          | První fáze | První fáze       |
| ------------------- | ---------- | ---------------- |
| Esteghlal           | 2:0        | Zob Ahan         |
| Finální kvalifikace |            |                  |
| Al-Shabab           | 3:0        | Neftchi Farg'ona |
| Esteghlal           | 3:1        | Al-Ettifaq       |

### Východní Asie
| Tým #1              | Výsledek            | Tým #2              |
| Finální kvalifikace | Finální kvalifikace | Finální kvalifikace |
| ------------------- | ------------------- | ------------------- |
| Pohang Steelers     | 2:0                 | Chonburi            |
| Adelaide United     | 3:0                 | Persipura Jayapura  |

## Základní skupiny
Hrány od 6. března do 16. května 2012. V případě rovnosti bodů rozhodovaly vzájemné zápasy.

### Skupina A
| Tým          | Z | V | R | P | VG | IG | +/- | B  |
| ------------ | - | - | - | - | -- | -- | --- | -- |
| Al-Jazira    | 6 | 5 | 1 | 0 | 18 | 10 | +8  | 16 |
| Esteghlal    | 6 | 3 | 2 | 1 | 8  | 3  | +5  | 11 |
| Al-Rayyan    | 6 | 2 | 0 | 4 | 9  | 12 | -3  | 6  |
| Nasaf Qarshi | 6 | 0 | 1 | 5 | 4  | 14 | -10 | 1  |

|              | JAZ | RAY | EST | NQA |
| ------------ | --- | --- | --- | --- |
| Al-Jazira    | —   | 3:2 | 1:1 | 4:1 |
| Al-Rayyan    | 3:4 | —   | 0:1 | 3:1 |
| Esteghlal    | 1:2 | 3:0 | —   | 0:0 |
| Nasaf Qarshi | 2:4 | 0:1 | 0:2 | —   |

### Skupina B
| Tým        | Z | V | R | P | VG | IG | +/- | B  |
| ---------- | - | - | - | - | -- | -- | --- | -- |
| Al-Ittihad | 6 | 5 | 1 | 0 | 13 | 4  | +9  | 16 |
| Baniyas    | 6 | 3 | 2 | 1 | 9  | 2  | +7  | 11 |
| Pakhtakor  | 6 | 2 | 1 | 3 | 6  | 10 | -4  | 7  |
| Al-Arabi   | 6 | 0 | 0 | 6 | 4  | 16 | -12 | 0  |

|            | ARA | ITT | YAS | PAK |
| ---------- | --- | --- | --- | --- |
| Al-Arabi   | —   | 1:3 | 0:4 | 0:1 |
| Al-Ittihad | 3:2 | —   | 1:0 | 4:0 |
| Baniyas    | 2:0 | 0:0 | —   | 2:0 |
| Pakhtakor  | 3:1 | 1:2 | 1:1 | —   |

### Skupina C
| Tým      | Z | V | R | P | VG | IG | +/- | B  |
| -------- | - | - | - | - | -- | -- | --- | -- |
| Sepahan  | 6 | 4 | 1 | 1 | 9  | 4  | +5  | 13 |
| Al-Ahli  | 6 | 3 | 1 | 2 | 10 | 6  | +4  | 10 |
| Al-Nasr  | 6 | 2 | 0 | 4 | 6  | 11 | -5  | 6  |
| Lekhwiya | 6 | 2 | 0 | 4 | 5  | 9  | -4  | 6  |

|          | AHL | NAS | LEK | SEP |
| -------- | --- | --- | --- | --- |
| Al-Ahli  | —   | 3:1 | 3:0 | 1:1 |
| Al-Nasr  | 1:2 | —   | 2:1 | 0:3 |
| Lekhwiya | 1:0 | 1:2 | —   | 1:0 |
| Sepahan  | 2:1 | 1:0 | 2:1 | —   |

### Skupina D
| Tým        | Z | V | R | P | VG | IG | +/- | B  |
| ---------- | - | - | - | - | -- | -- | --- | -- |
| Al-Hilal   | 6 | 3 | 3 | 0 | 10 | 7  | +3  | 12 |
| Persepolis | 6 | 3 | 2 | 1 | 14 | 5  | +9  | 11 |
| Al-Gharafa | 6 | 1 | 3 | 2 | 7  | 10 | -3  | 6  |
| Al-Shabab  | 6 | 0 | 2 | 4 | 5  | 14 | -9  | 2  |

|            | GHA | HIL | SHA | PER |
| ---------- | --- | --- | --- | --- |
| Al-Gharafa | —   | 3:3 | 2:1 | 0:3 |
| Al-Hilal   | 2:1 | —   | 2:1 | 1:1 |
| Al-Shabab  | 0:0 | 1:1 | —   | 1:3 |
| Persepolis | 1:1 | 0:1 | 6:1 | —   |

### Skupina E
| Tým             | Z | V | R | P | VG | IG | +/- | B  |
| --------------- | - | - | - | - | -- | -- | --- | -- |
| Adelaide United | 6 | 4 | 1 | 1 | 7  | 2  | +5  | 13 |
| Bunyodkor       | 6 | 3 | 1 | 2 | 8  | 7  | +1  | 10 |
| Pohang Steelers | 6 | 3 | 0 | 3 | 6  | 4  | +2  | 9  |
| Gamba Osaka     | 6 | 1 | 0 | 5 | 5  | 13 | -8  | 3  |

|                 | ADE | BYD | GMB | POH |
| --------------- | --- | --- | --- | --- |
| Adelaide United | —   | 0:0 | 2:0 | 1:0 |
| Bunyodkor       | 1:2 | —   | 3:2 | 1:0 |
| Gamba Osaka     | 0:2 | 3:1 | —   | 0:3 |
| Pohang Steelers | 1:0 | 0:2 | 2:0 | —   |

### Skupina F
| Tým           | Z | V | R | P | VG | IG | +/- | B  |
| ------------- | - | - | - | - | -- | -- | --- | -- |
| Ulsan Hyundai | 6 | 4 | 2 | 0 | 11 | 7  | +4  | 14 |
| FC Tokyo      | 6 | 3 | 2 | 1 | 12 | 6  | +6  | 11 |
| Brisbane Roar | 6 | 0 | 3 | 3 | 6  | 11 | -5  | 3  |
| Beijing Guoan | 6 | 0 | 3 | 3 | 6  | 11 | -5  | 3  |

|               | BEG | BRI | TOK | ULS |
| ------------- | --- | --- | --- | --- |
| Beijing Guoan | —   | 1:1 | 1:1 | 2:3 |
| Brisbane Roar | 1:1 | —   | 0:2 | 1:2 |
| FC Tokyo      | 3:0 | 4:2 | —   | 2:2 |
| Ulsan Hyundai | 2:1 | 1:1 | 1:0 | —   |

### Skupina G
| Tým                    | Z | V | R | P | VG | IG | +/- | B  |
| ---------------------- | - | - | - | - | -- | -- | --- | -- |
| Seongnam Ilhwa Chunma  | 6 | 2 | 4 | 0 | 13 | 5  | +8  | 10 |
| Nagoya Grampus         | 6 | 2 | 4 | 0 | 10 | 4  | +6  | 10 |
| Central Coast Mariners | 6 | 1 | 3 | 2 | 7  | 11 | -4  | 6  |
| Tianjin Teda           | 6 | 0 | 3 | 3 | 2  | 12 | -10 | 3  |

|                        | CCM | NGY | SIC | TTD |
| ---------------------- | --- | --- | --- | --- |
| Central Coast Mariners | —   | 1:1 | 1:1 | 5:1 |
| Nagoya Grampus         | 3:0 | —   | 2:2 | 0:0 |
| Seongnam Ilhwa Chunma  | 5:0 | 1:1 | —   | 1:1 |
| Tianjin Teda           | 0:0 | 0:3 | 0:3 | —   |

### Skupina H
| Tým                    | Z | V | R | P | VG | IG | +/- | B  |
| ---------------------- | - | - | - | - | -- | -- | --- | -- |
| Guangzhou Evergrande   | 6 | 3 | 1 | 2 | 12 | 8  | +4  | 10 |
| Kashiwa Reysol         | 6 | 3 | 1 | 2 | 11 | 7  | +4  | 10 |
| Jeonbuk Hyundai Motors | 6 | 3 | 0 | 3 | 10 | 15 | -5  | 9  |
| Buriram United         | 6 | 2 | 0 | 4 | 8  | 11 | -3  | 6  |

|                        | BRU | GEG | JHM | KSR |
| ---------------------- | --- | --- | --- | --- |
| Buriram United         | —   | 1:2 | 0:2 | 3:2 |
| Guangzhou Evergrande   | 1:2 | —   | 1:3 | 3:1 |
| Jeonbuk Hyundai Motors | 3:2 | 1:5 | —   | 0:2 |
| Kashiwa Reysol         | 1:0 | 0:0 | 5:1 | —   |

## Play off

### Osmifinále
Hráno na hřišti lepšího týmu ze skupiny na jeden zápas ve dnech 22., 23., 29. a 30. května 2012.
| Tým #1                | Výsledek                | Tým #2         |
| --------------------- | ----------------------- | -------------- |
| Al-Jazira             | 3:3 (prodl.) (2:4 pen.) | Al-Ahli        |
| Sepahan               | 2:0                     | Esteghlal      |
| Al-Ittihad            | 3:0                     | Persepolis     |
| Al-Hilal              | 7:1                     | Baniyas        |
| Adelaide United       | 1:0                     | Nagoya Grampus |
| Seongnam Ilhwa Chunma | 0:1                     | Bunyodkor      |
| Ulsan Hyundai         | 3:2                     | Kashiwa Reysol |
| Guangzhou Evergrande  | 1:0                     | FC Tokyo       |

### Čtvrtfinále
Úvodní zápasy 19. září, odvety 2. a 3. října 2012.
| Domácí v 1. zápase | Celkem | Hosté v 1. zápase    | 1. zápas | 2. zápas     |
| ------------------ | ------ | -------------------- | -------- | ------------ |
| Al-Ittihad         | 5:4    | Guangzhou Evergrande | 4:2      | 1:2          |
| Sepahan            | 1:4    | Al-Ahli              | 0:0      | 1:4          |
| Adelaide United    | 4:5    | Bunyodkor            | 2:2      | 2:3 (prodl.) |
| Ulsan Hyundai      | 5:0    | Al-Hilal             | 1:0      | 4:0          |

### Semifinále
Úvodní zápasy 22. a 24. října, odvety 31. října 2012.
| Domácí v 1. zápase | Celkem | Hosté v 1. zápase | 1. zápas | 2. zápas |
| ------------------ | ------ | ----------------- | -------- | -------- |
| Al-Ittihad         | 1:2    | Al-Ahli           | 1:0      | 0:2      |
| Bunyodkor          | 1:5    | Ulsan Hyundai     | 1:3      | 0:2      |

### Finále
Hráno na hřišti jednoho z finalistů. Pořadatele určil náhodný los.
| 10. listopadu 2012 19:30 UTC+9                  |        |         |                                                    |
| Ulsan Hyundai                                   | 3:0    | Al-Ahli | Ulsan Munsu Football Stadium, Ulsan diváci: 42 153 |
| Kwak Tae-Hwi 13' Rafinha 68' Kim Seung-Yong 75' | Report |         | Ulsan Munsu Football Stadium, Ulsan diváci: 42 153 |